# Velsen
Velsen (anhörenⓘ) ist eine Gemeinde in der niederländischen Provinz Nordholland mit 70.004 Einwohnern (Stand 1. Januar 2025).

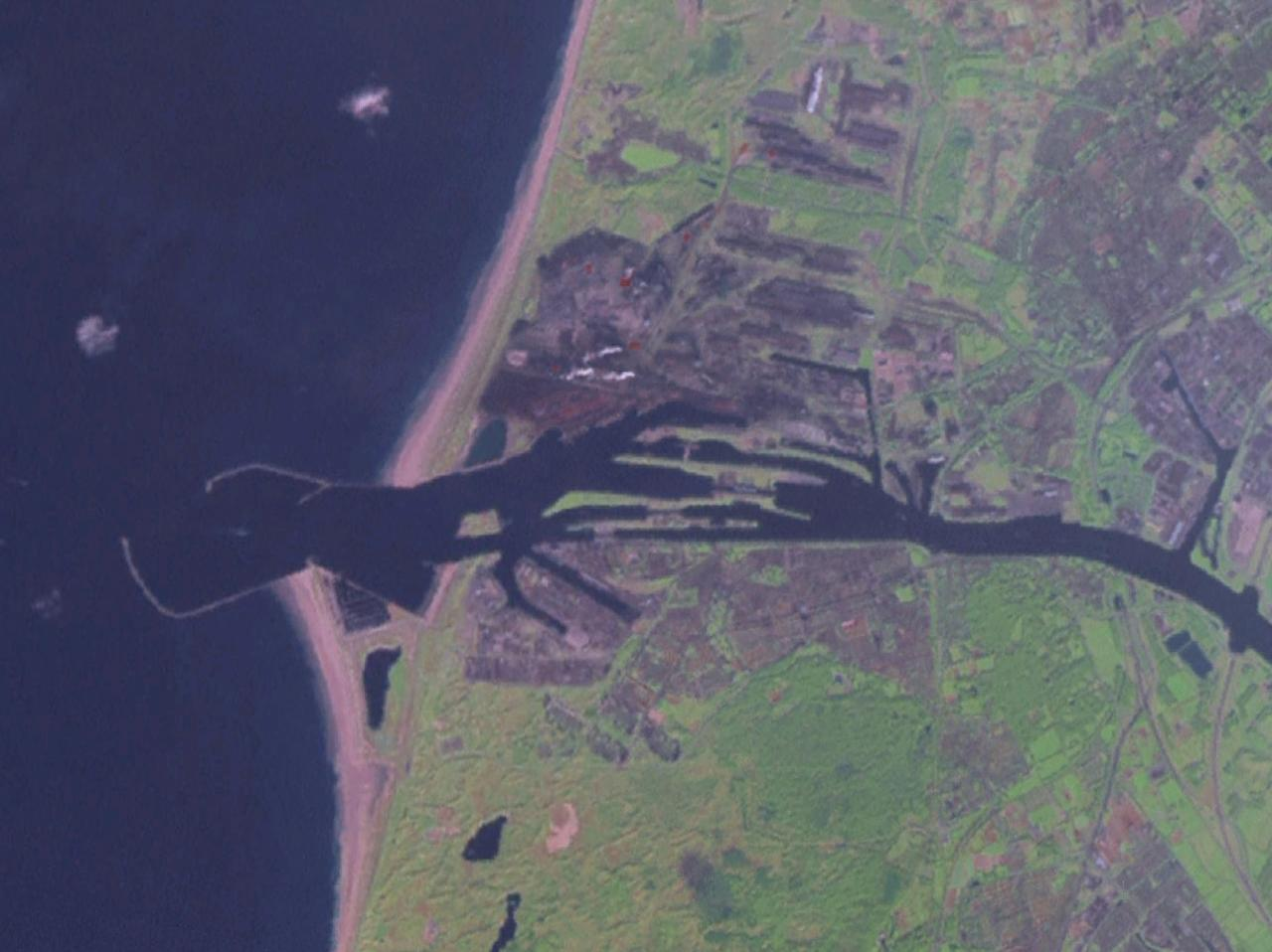
Satellitenbild IJmuiden

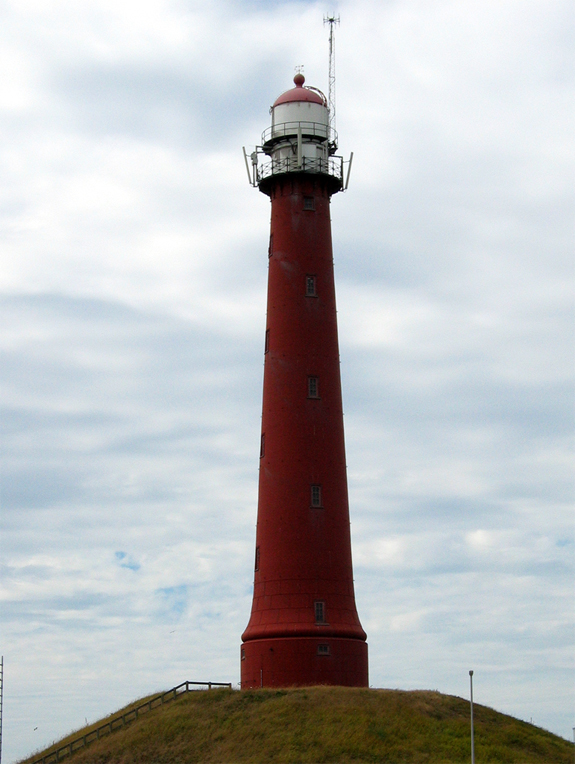
Leuchtturm IJmuiden

## Geografie
Die Gemeinde Velsen liegt an der Nordsee, an der Mündung des Nordseekanals und besteht aus den Ortsteilen Driehuis, Santpoort-Noord, Santpoort-Zuid, Velsen-Noord, Velsen-Zuid, Spaarndammerpolder, Velserbroek und IJmuiden. Im Ortsteil IJmuiden liegen die Schleusen, die den Nordseekanal mit vier Schleusenkammern gegen die Nordsee abschließen, IJmuiden ist auch der Standort des örtlichen Leuchtturms.

## Geschichte
Auf dem Gebiet von Velsen lag in römischer Zeit eine befestigte Hafenanlage namens Flevum (Felisan).
Bis zum 19. Jahrhundert waren Velsen und IJmuiden ziemlich unbedeutend.
Die wirtschaftliche Blütezeit der Gemeinde begann 1871 nach der Eröffnung des Nordseekanals, als IJmuiden zum Seehafen von Amsterdam wurde und sich aus diesem Grund viele Industriebetriebe ansiedelten. Zur Zeit der deutschen Besetzung von 1940 bis 1945 wurde IJmuiden durch die Organisation Todt im Auftrag der Wehrmacht zur Festung IJmuiden als Teil des Atlantikwalls ausgebaut. Davon zeugen noch heute zahlreiche Bunkerbauten.

## Wirtschaft
IJmuiden hat eine große Fischereiflotte und ist der wichtigste Einfuhrhafen für Seefisch der Niederlande. Deswegen ist die fischverarbeitende Industrie in dieser Region sehr wichtig. Bedeutend ist der Hafen von IJmuiden auch als Basis für Versorger, die von hier aus die Bohrinseln in der Nordsee mit Material versorgen. Außerdem besteht von hier aus eine tägliche Schiffsverbindung mit den Fähren Princess Seaways beziehungsweise King Seaways der dänischen Reederei DFDS-Seaways ins englische Newcastle.
Bei Velsen liegt das große Industriegebiet des Hochofenbetriebes von „Hoogovens“. Dieses Aluminium- und Stahlwerk gehört zum britisch-niederländischen Konzern Corus.
Die Hafenanlagen in der Gemeinde dienen Amsterdam als Seehafen. In IJmuiden wird der Amsterdamer Pegel gemessen, der Bezugspunkt für alle Höhenangaben in Deutschland ist.

## Politik

### Sitzverteilung im Gemeinderat
Der Gemeinderat von Velsen wird folgendermaßen gebildet:
| Partei                 | Sitze a | Sitze a | Sitze a | Sitze a | Sitze a | Sitze a | Sitze a | Sitze a | Sitze a | Sitze a | Sitze a |
| Partei                 | 1982    | 1986    | 1990    | 1994    | 1998    | 2002    | 2006    | 2010    | 2014    | 2018    | 2022    |
| ---------------------- | ------- | ------- | ------- | ------- | ------- | ------- | ------- | ------- | ------- | ------- | ------- |
| Velsen Lokaal b        | –       | –       | –       | –       | –       | 14      | 3       | 5       | 6       | 6       | 7       |
| D66                    | 2       | 2       | 5       | 5       | 2       | 1       | 2       | 4       | 6       | 5       | 6       |
| VVD                    | 8       | 7       | 6       | 7       | 7       | 5       | 5       | 6       | 4       | 4       | 4       |
| GroenLinks             | –       | –       | 2       | 3       | 3       | 2       | 2       | 3       | 1       | 3       | 3       |
| PvdA                   | 9       | 13      | 9       | 8       | 7       | 5       | 8       | 5       | 3       | 2       | 3       |
| Levendig Gezond Velsen | –       | –       | –       | –       | –       | –       | 3       | 4       | 4       | 4       | 3       |
| CDA                    | 9       | 9       | 9       | 7       | 5       | 5       | 4       | 3       | 3       | 3       | 2       |
| Forza! IJmond          | –       | –       | –       | –       | –       | –       | –       | –       | 2       | 3       | 2       |
| FvD                    | –       | –       | –       | –       | –       | –       | –       | –       | –       | –       | 2       |
| ChristenUnie           | –       | –       | –       | –       | –       | 1       | 2       | 1       | 1       | 1       | 1       |
| SP                     | –       | –       | –       | –       | –       | –       | 4       | 2       | 3       | 2       | –       |
| Velsen2000 b           | –       | –       | –       | –       | 4       | –       | –       | –       | –       | –       | –       |
| Velsen Vooruit b       | –       | –       | –       | –       | 3       | –       | –       | –       | –       | –       | –       |
| RPF                    | 0       | 0       | 0       | 1       | 1       | –       | –       | –       | –       | –       | –       |
| GPV                    | 0       | 0       | 0       | 1       | 1       | –       | –       | –       | –       | –       | –       |
| SGP                    | 0       | 0       | 0       | 1       | 1       | –       | –       | –       | –       | –       | –       |
| Unie 55+               | –       | –       | –       | –       | 1       | –       | –       | –       | –       | –       | –       |
| Centrum Democraten     | –       | 0       | –       | 2       | 0       | –       | –       | –       | –       | –       | –       |
| PSP                    | 2       | 0       | –       | –       | –       | –       | –       | –       | –       | –       | –       |
| PPR                    | 2       | 0       | –       | –       | –       | –       | –       | –       | –       | –       | –       |
| CPN                    | 1       | 0       | –       | –       | –       | –       | –       | –       | –       | –       | –       |
| Gesamt                 | 31      | 31      | 25      | 33      | 33      | 33      | 33      | 33      | 33      | 33      | 33      |

Anmerkungen

### Bürgermeister
Seit dem 19. April 2016 ist Frank Dales (D66) amtierender Bürgermeister der Gemeinde. Zu seinem Kollegium zählen die Beigeordneten Annette Baerveldt (D66), Arjen Verkaik (VVD), Ronald Vennik (PvdA), Floor Bal (Levendig Gezond Velsen) sowie der Gemeindesekretär Koen Radstake.

### Städtepartnerschaften
- Bergisch Gladbach, Deutschland, seit 1956

## Sehenswürdigkeiten
- Alte Dorfkirche von Velsen
- St. Engelmundus (IJmuiden)
- Nationalpark Zuid-Kennemerland: Velsen grenzt an den Nationalpark
- Marineküstenbatterie Heerenduin und weitere Bunker des Atlantikwalls
- Bunker Museum IJmuiden

## Bilder

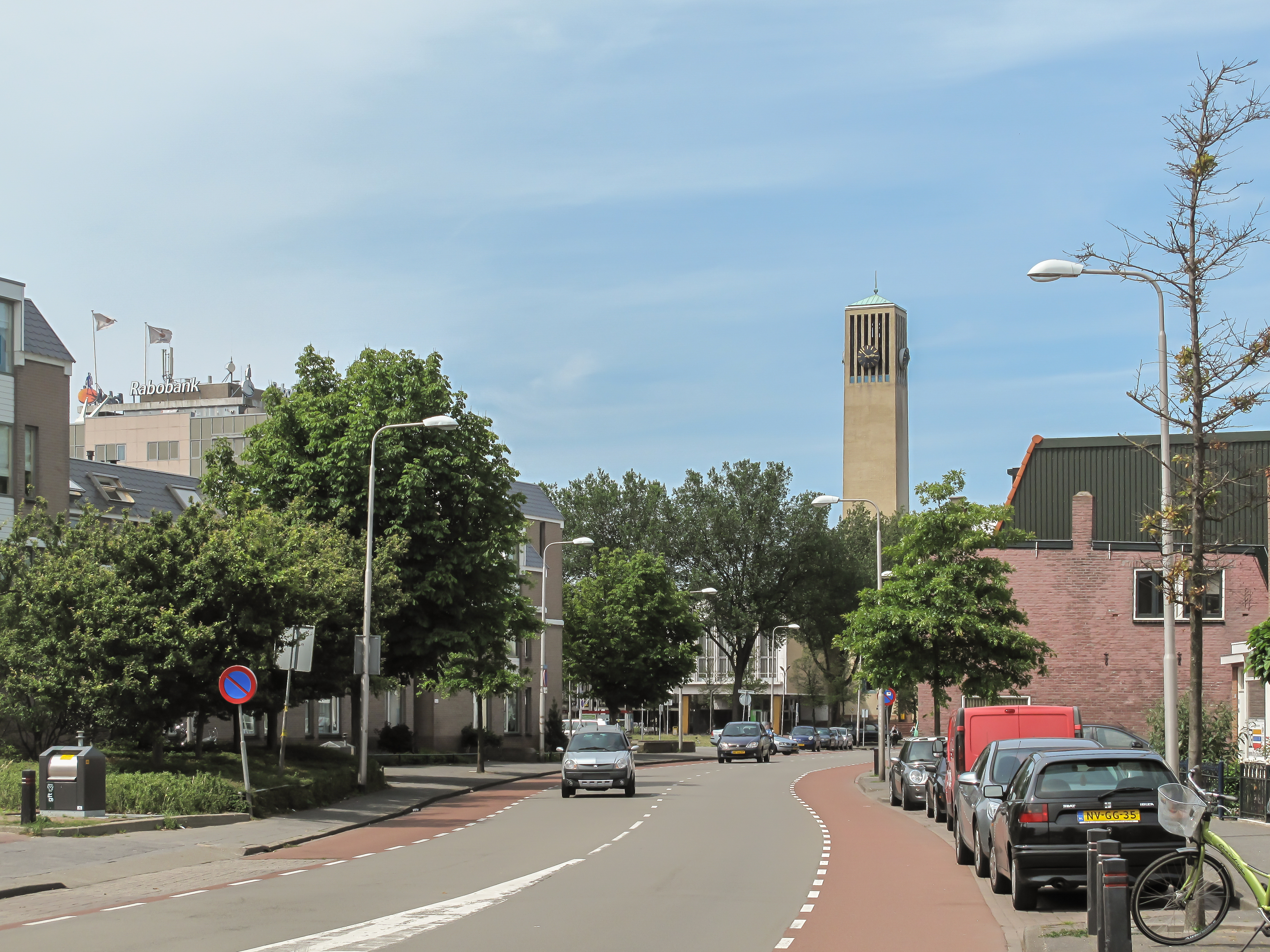
IJmuiden, Straße mit Rathaus
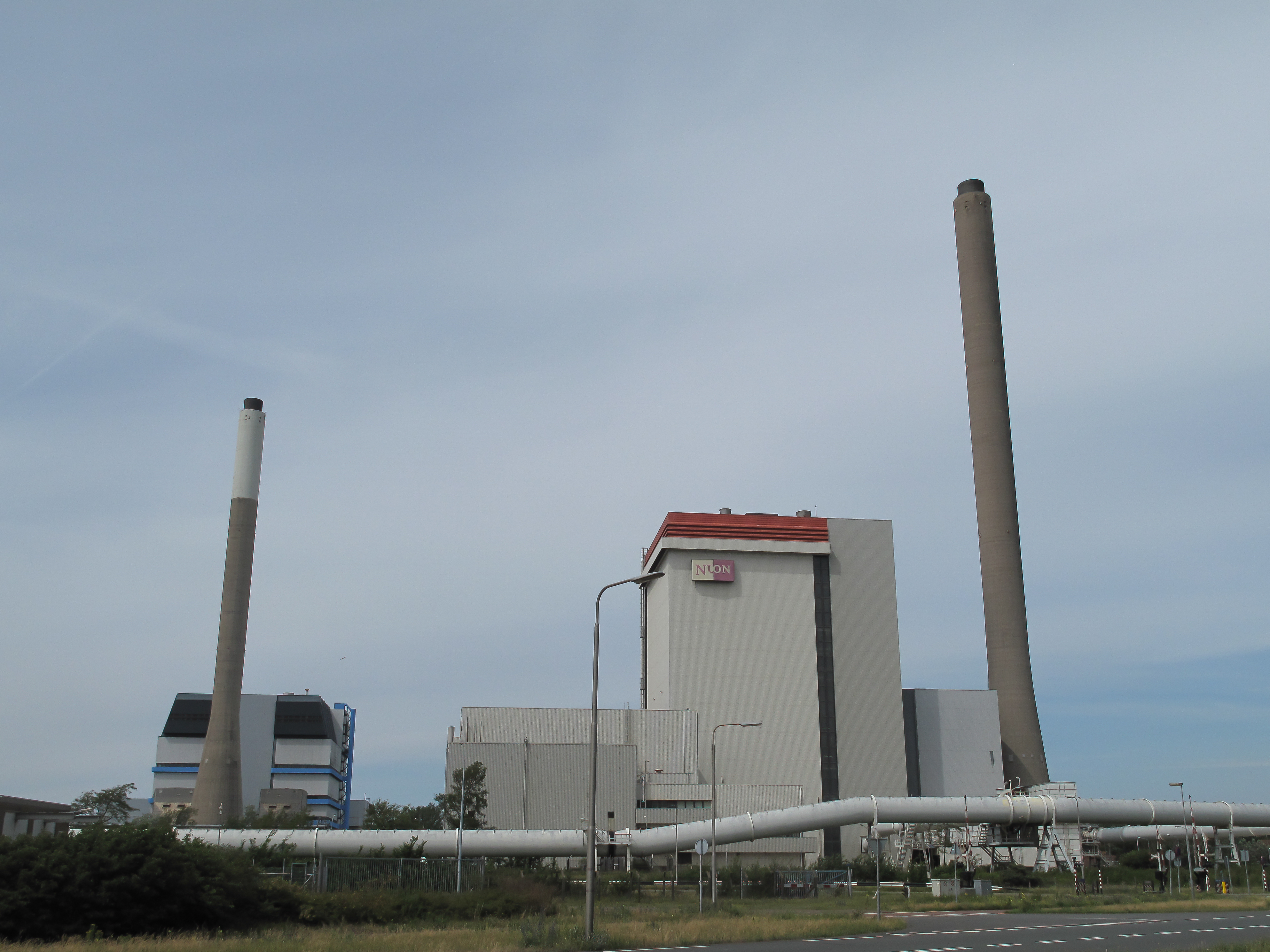
Velsen-Noord, Kraftwerk
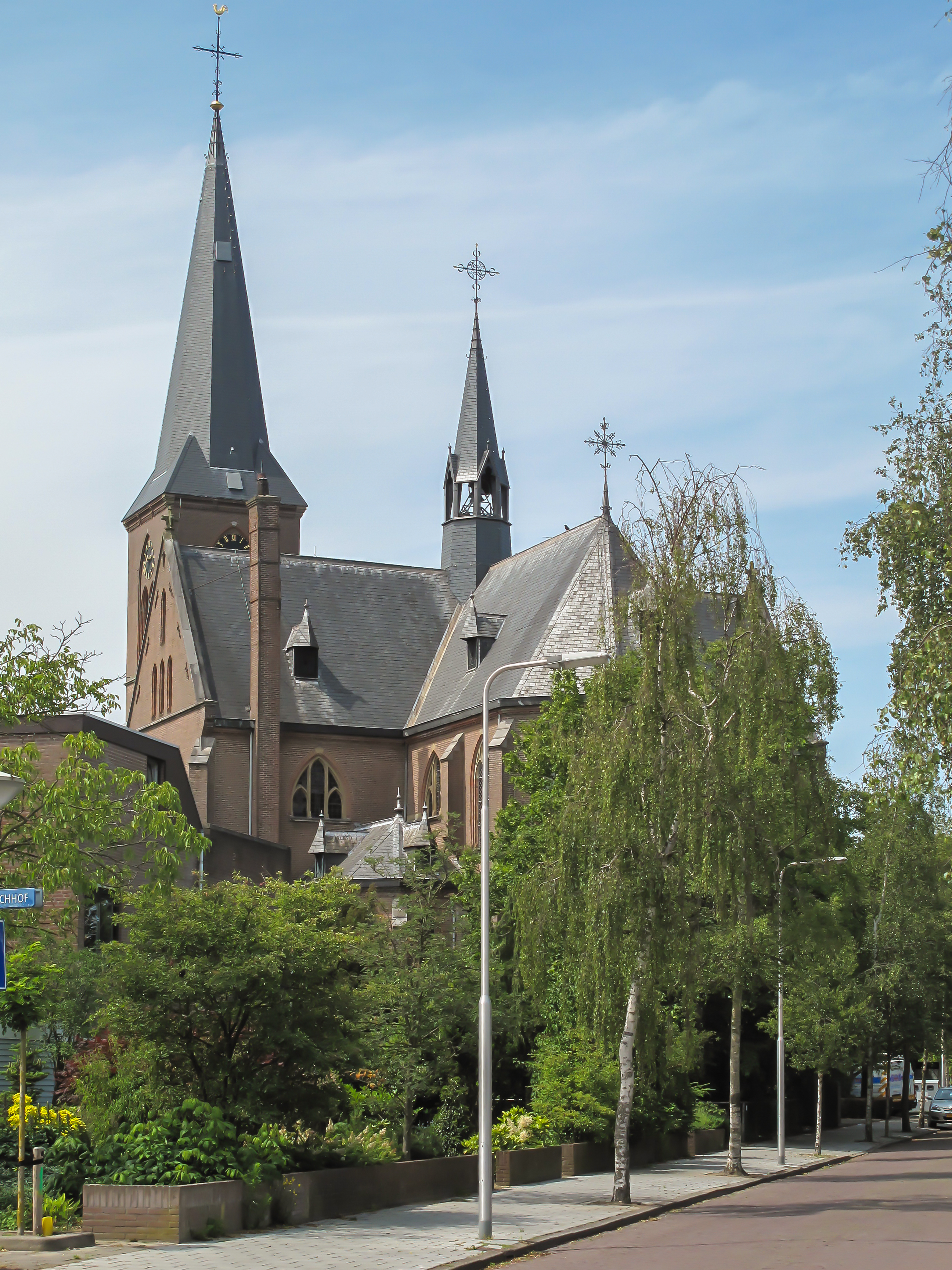
Driehuis, Kirche: de Sint Engelmundskerk
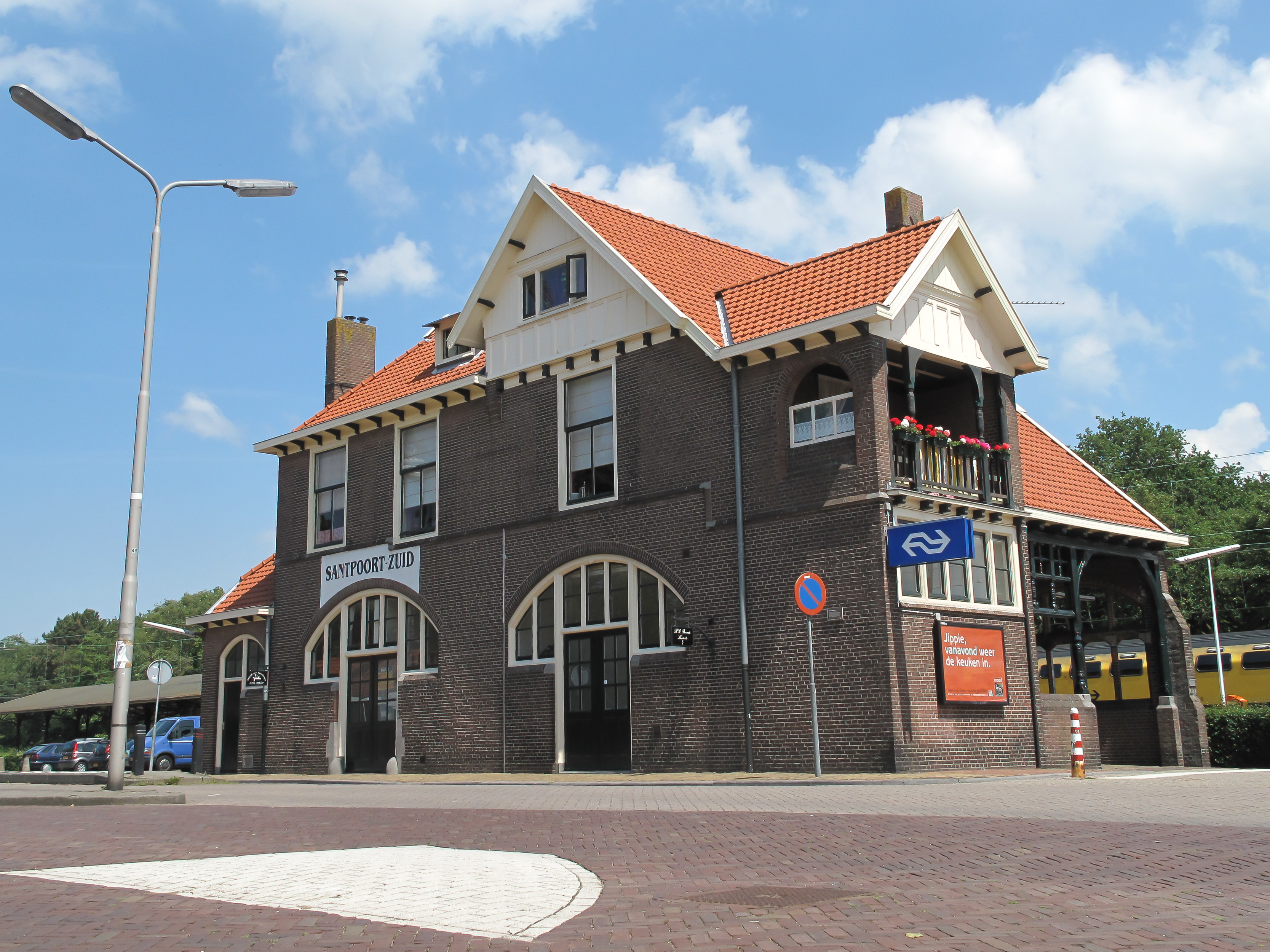
Santpoort-Zuid, der Bahnhof
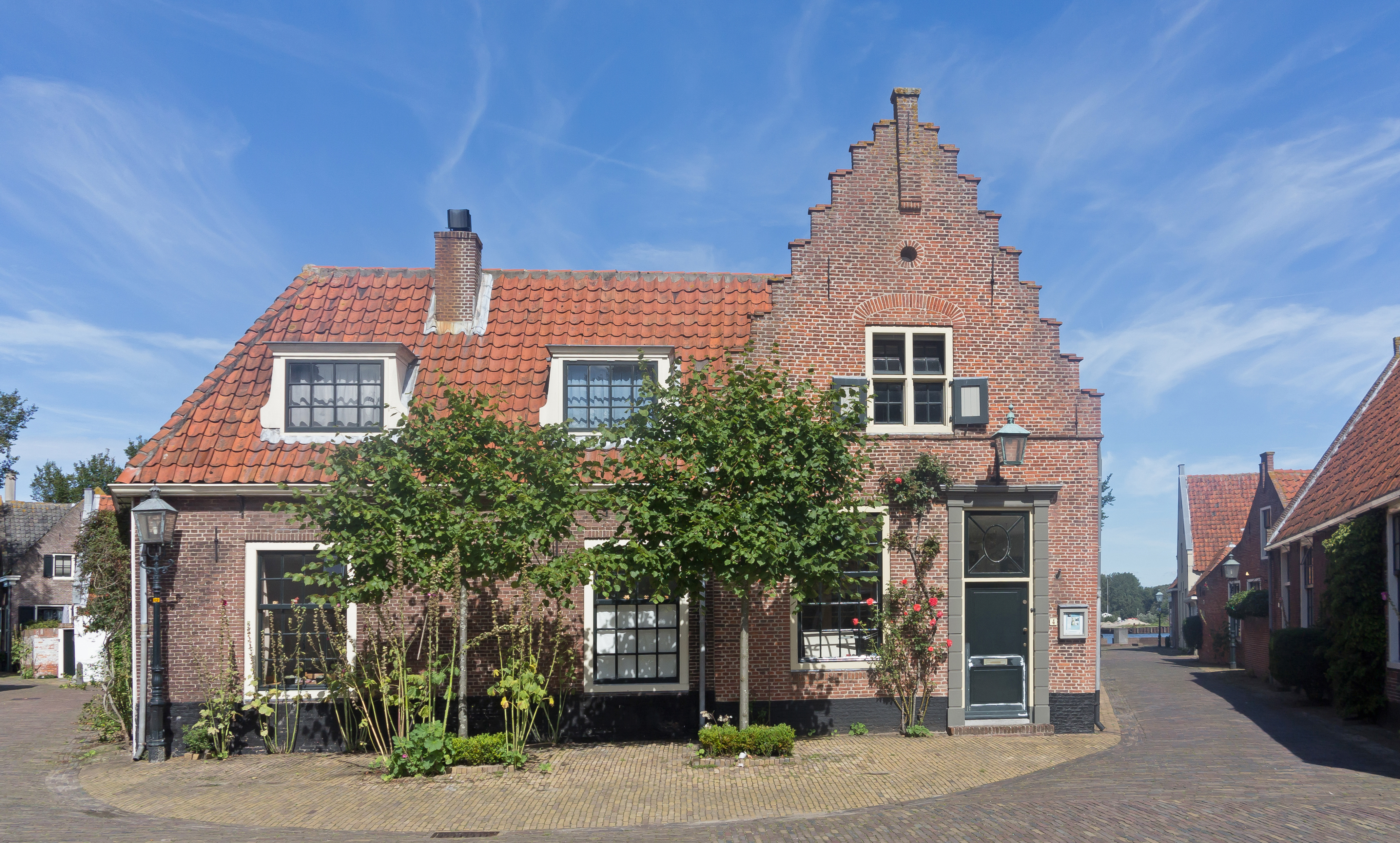
Velsen, denkmalgeschütztes Haus an der Torenstraat
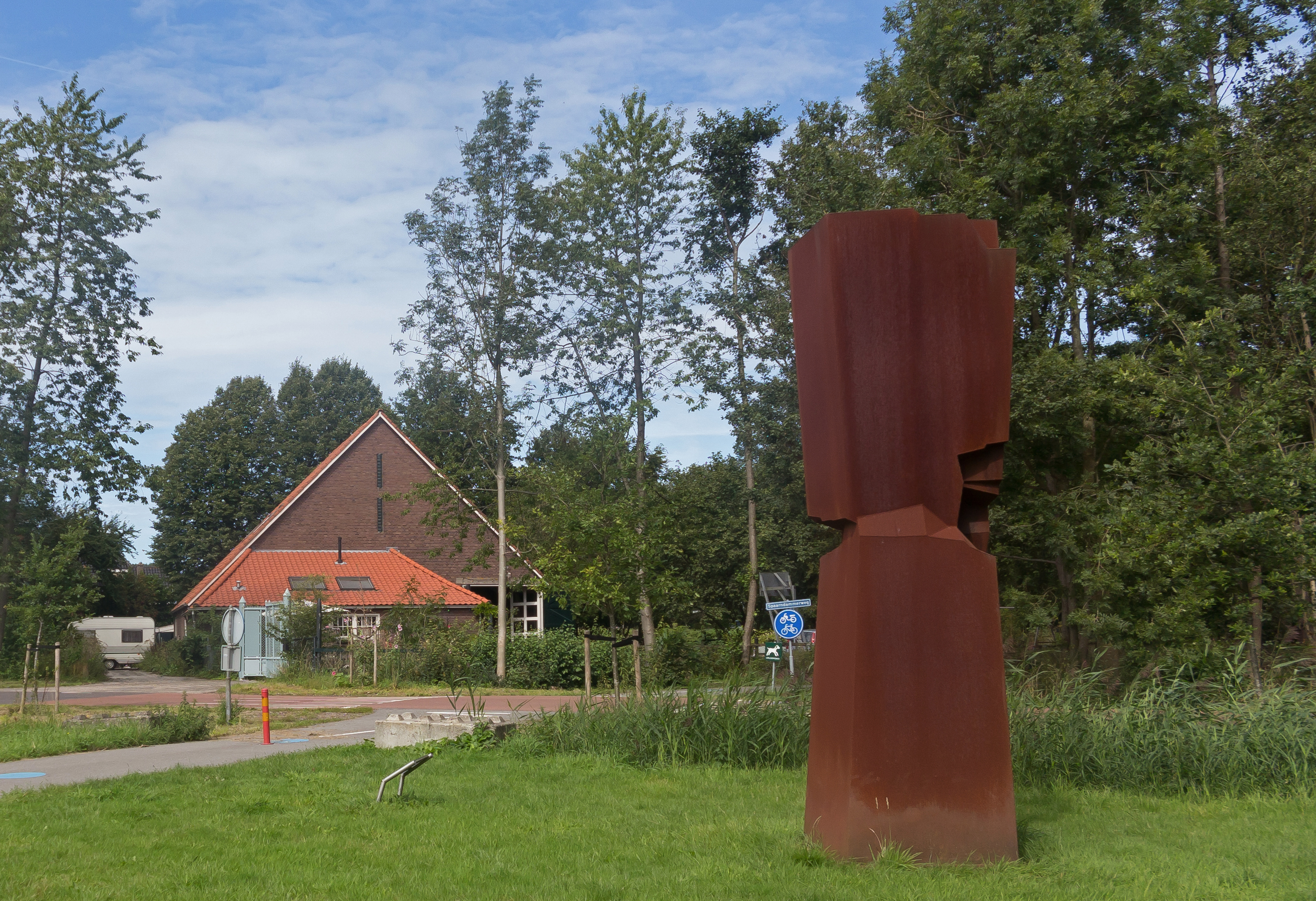
Recreatiegebied Spaarnwoude, Skulptur zonder titel
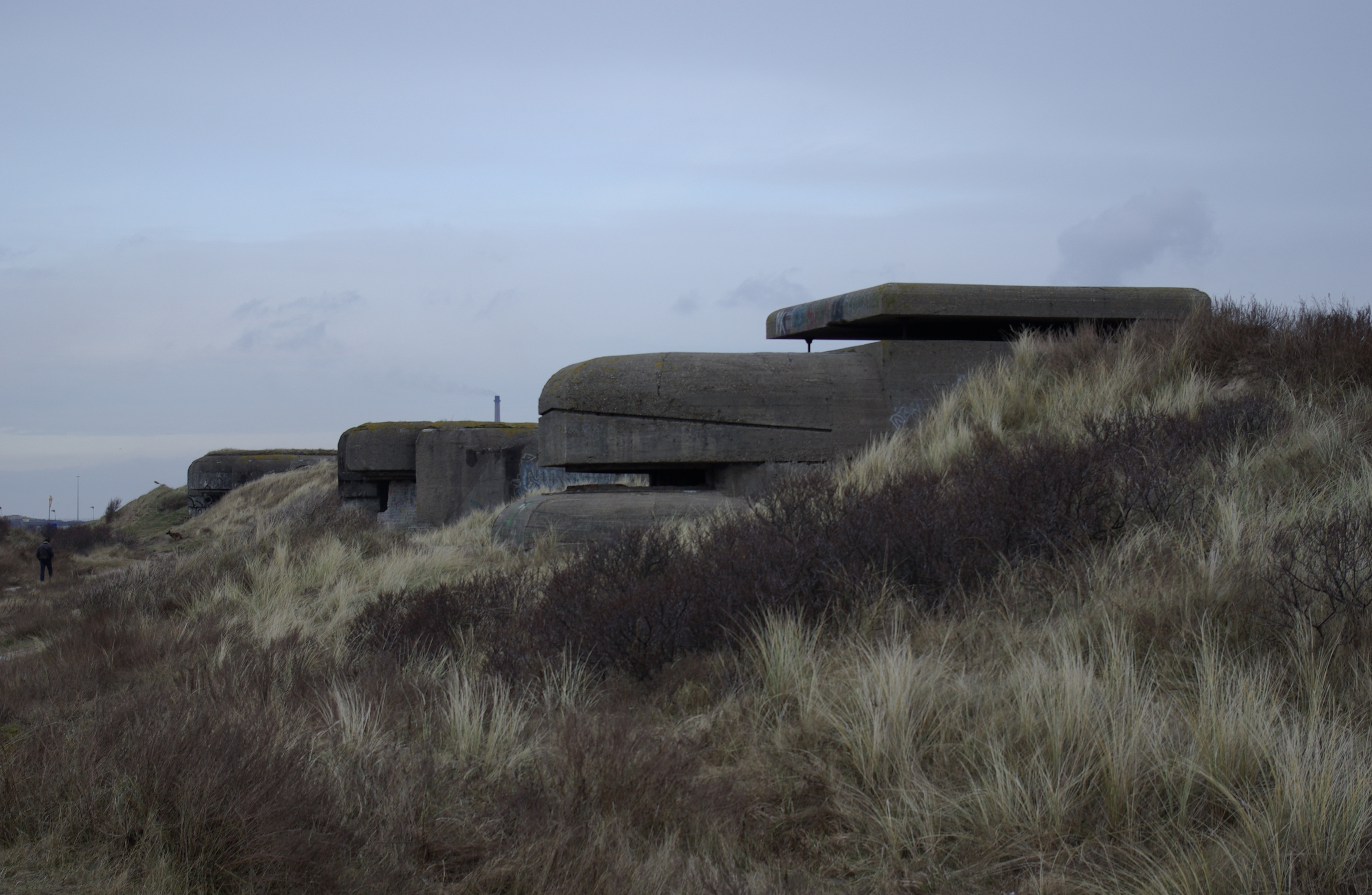
Küstenbatterie Heerenduin
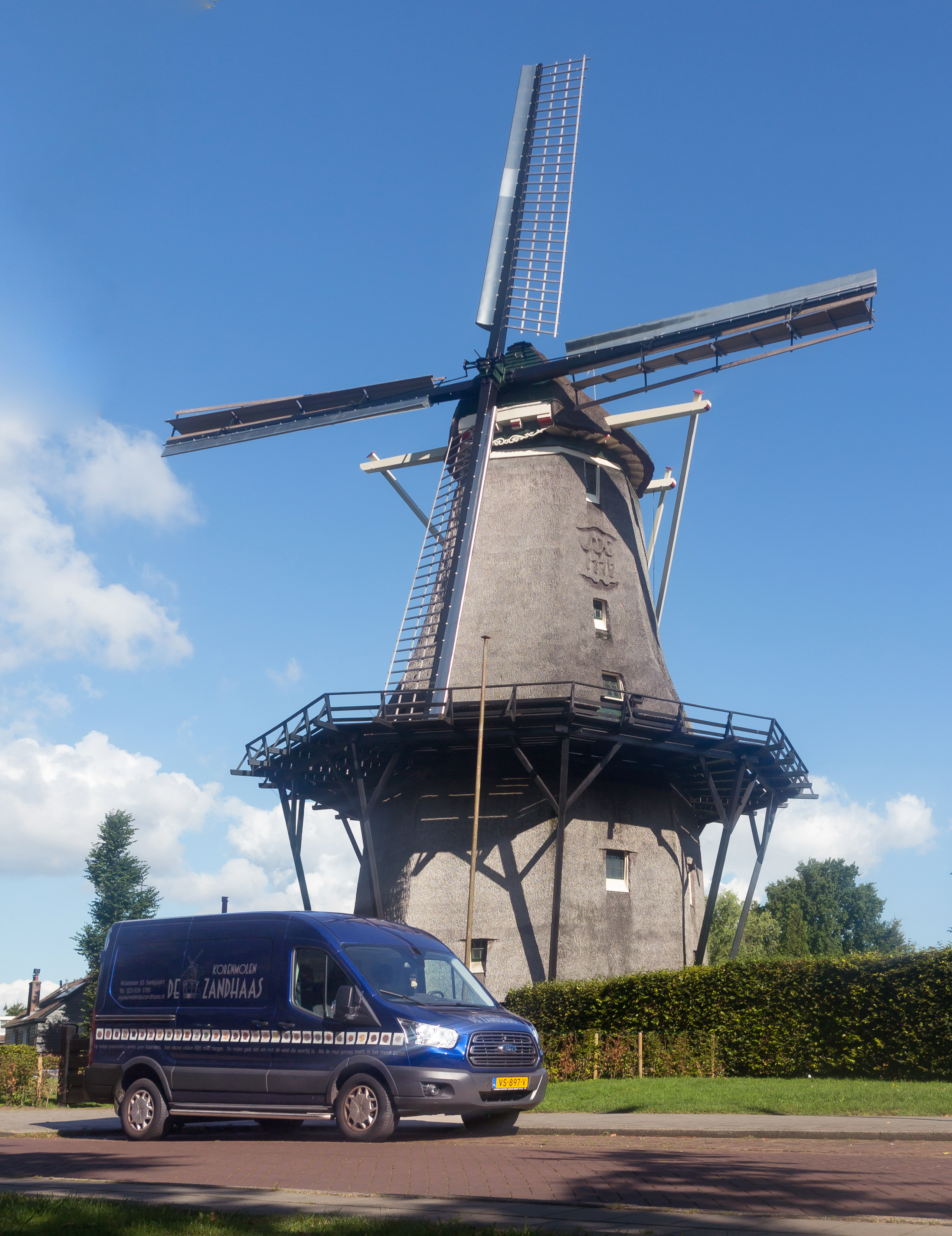
Santpoort, Mühle: windmolen de Zandhaas

## Freizeit und Sport
- Fußball: Die Velseroorder Sport Vereniging aus dem Ortsteil Velserbroek wurde 1938 durch einen 4:1-Sieg im Finale gegen AGOVV Apeldoorn niederländischer Pokalsieger. Der Nachfolgeverein Telstar war in den zwischen  1964 und 1978 Mitglied der ersten Liga.
- Yachthafen: Velsen verfügt in IJmuiden aan Zee über einen Yachthafen.
- Sandstrand: Bei IJmuiden an Zee und IJmuiderslag gibt es einen breiten Sandstrand, der gerne von Strandseglern genutzt wird.
- Badeorte:  Wijk aan Zee und Zandvoort liegen in der Nähe von Velsen.

## Regelmäßige Veranstaltungen
- Schachturnier: Jedes Jahr veranstaltet der Corus-Konzern ein großes Schachturnier, an dem sich immer wieder einige der stärksten Großmeister der Welt beteiligen.

## Persönlichkeiten
Söhne und Töchter der Stadt

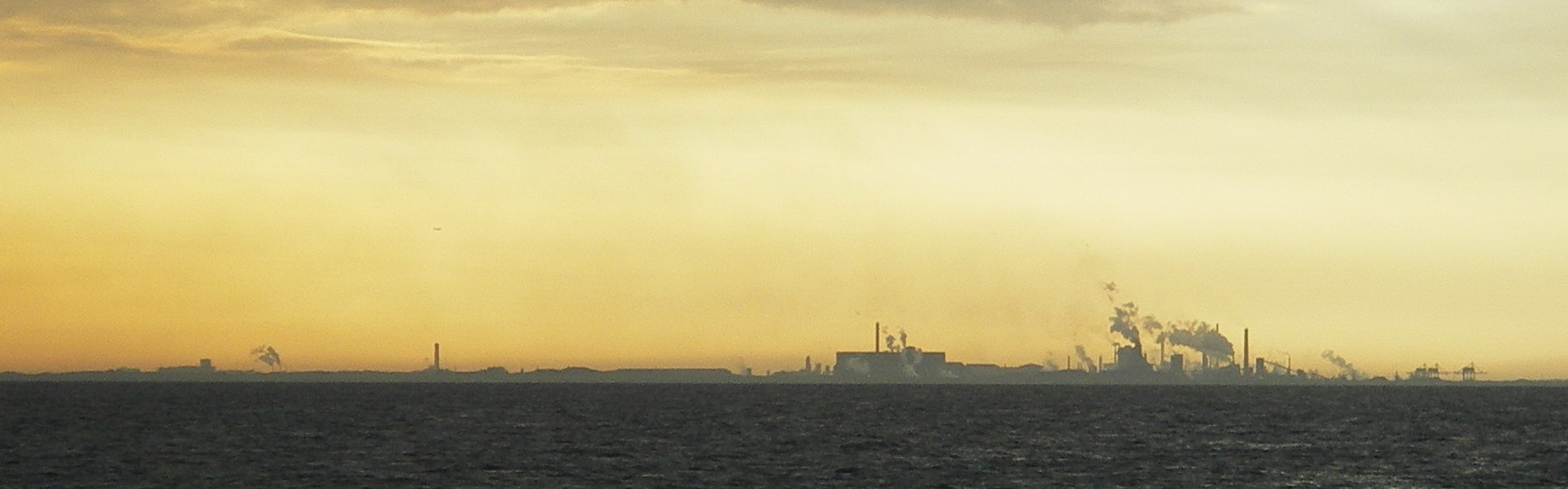
Skyline von IJmuiden

- Ferdinand van Collen (1651–1735), Aristokrat, Advokat, Verwalter und Stadtregent
- Anna van Gogh-Kaulbach (1869–1960), Schriftstellerin und Übersetzerin
- Jan van der Hoeve (1878–1952), Augenarzt
- Niek Michel (1912–1971), Fußballtorhüter
- Adriaan Morriën (1912–2002), Schriftsteller
- Adriaan de Groot (1914–2006), Psychologe und Schachspieler
- Reint Laan (1914–1993), Gewerkschafter und Politiker
- Frans Antonie Stafleu (1921–1997), Botaniker
- Gerrit Voorting (1923–2015), Radrennfahrer
- Gerlof Fokko Mees (1926–2013), Ornithologe und Ichthyologe
- Annie Palmen (1926–2000), Sängerin
- Joop Wolff (1927–2007), Politiker und Journalist
- Tera de Marez Oyens (1932–1996), Komponistin
- Piet van der Kuil (* 1933), Fußballer, 1957 Meister mit Ajax, zwischen 1952 und 1962 40-facher Nationalspieler
- Joop Butter (1936–2012), Fußballspieler
- Cornelis Vreeswijk (1937–1987), Liedermacher, Komponist und Dichter
- Wim Vervaat (1942–1994), Mathematiker
- Ilja Keizer (* 1944), Mittelstreckenläuferin
- Pim Fortuyn (1948–2002), Politiker, Publizist und Soziologe
- Joost Barbiers (1949–2015), Bildhauer
- Alex Ploeg (1956–2014), Ichthyologe und Lobbyist
- Peter Klashorst (1957–2024), Fotograf, Maler und Bildhauer
- Dick Schoof (* 1957), Politiker
- Hans van de Ven (* 1958), Historiker
- Hendrik Jan Kooijman (* 1960), Hockeyspieler
- Ingrid Haringa (* 1964), Bahnradsportlerin und Eisschnellläuferin
- Egon Kracht (* 1966), Jazzmusiker und Komponist
- Loona (* 1974) (eigentlich Marie-José van der Kolk), Sängerin
- Lenneke Ruiten (* 1977), Sopranistin
- Krystl Pullens (* 1983), Sängerin
- Joël Veltman (* 1992), Fußballspieler
- Lieke Klaver (* 1998), Sprinterin

Weitere
- Engelmundus v. Velsen († ca. 680), Heiliger